# Carl Løvenskiold (toldforvalter)
 Der er flere personer med dette navn, se Carl Løvenskiold (flertydig).
Carl Eggert Georg baron Løvenskiold (11. september 1806 i Butterup – 20. april 1884 i København) var en dansk embedsmand og kammerherre, bror til Herman Løvenskiold.
Han var søn af hofjægermester og kammerherre, lensbaron Carl Severin Christian Herman Løvenskiold og Frederikke Elisabeth Conradine født Kaas, blev 1824 student (privat dimitteret), 1832 cand. jur., 1840 kammerjunker, 1844 told- og konsumtionskasserer i Frederikssund, 1859 toldforvalter sammesteds, fra 1862 i Næstved, blev 1867 kammerherre og fik 14. december 1877 (fra 1. april 1878) afsked. 2. april 1878 blev Løvenskiold Ridder af Dannebrog.
Han blev gift 6. november 1844 i Garnisons Kirke med sin slægtning, ejerinde af Vrejlev Kloster Margrethe Vilhelmine Annette Løvenskiold (5. oktober 1811 i København –  1. april 1890 i Vrejlev), datter af oberst, kammerherre Herman Hermansen Løvenskiold og Annette Kirstine født komtesse Knuth.